# Клаван, Рагнар
Ра́гнар Кла́ван (эст. Ragnar Klavan; 30 октября 1985, Вильянди, Эстонская ССР, СССР) — эстонский футболист, игравший на позиции защитника. Президент эстонского клуба «Калев» (Таллин) и бывший игрок национальной сборной Эстонии.
Чемпион Эстонии, Нидерландов и Норвегии, обладатель Кубка и Суперкубка Эстонии. Семь раз признавался футболистом года в Эстонии.

## Клубная карьера

### Карьера в Эстонии
Клаван начал заниматься футболом с 8 лет. Первым профессиональным клубом был ФК «Элва», в котором он дебютировал в возрасте 15 лет. Год спустя присоединился к клубу «Тулевик». В 2003 году он перешёл в сильнейший эстонский клуб «Флора», с которым стал обладателем золотых медалей чемпионата страны, а также Кубка и Суперкубка Эстонии. В 18 лет был на просмотре в московском «Спартаке», но в состав клуба так и не попал.

### «Волеренга»
31 августа 2004 года Клаван подписал трёхмесячный контракт об аренде в норвежскую «Волеренгу», которой обошёлся в 5 тысяч евро, однако если бы команда пожелала заполучить права на футболиста, то должна была перевести на счет «Флоры» ещё 500 тысяч евро. Три месяца спустя «Флора» продлила арендное соглашение с «Волеренгой» до 30 ноября 2005 года. Всего в составе Волеренги провёл 2 игры.

### «Хераклес»
4 августа 2005 года он подписал контракт с нидерландским клубом «Хераклес», который только вышел в высший дивизион, контракт был подписан по системе 3+1. Пять дней спустя сыграл свой первый матч за «Хераклес» против РКСВ ДКГ. Свой первый гол в Эредивизи забил 24 августа 2007 года на 76 минуте в матче против «Роды», где играл его партнёр по сборной Андрес Опер. 29 декабря 2007 года Клаван продлил свой контракт с «Хераклесом» до 30 июня 2008. За три года он провёл 95 матчей и забил четыре гола в Эредивизи, став одним из основных игроков команды.
В 2004 году он был на просмотре в английском «Болтон Уондерерс» и произвёл хорошее впечатление, однако у клуба были финансовые проблемы. Тогда же им интересовался «Аякс» и ПСВ, а в мае 2005 года он был на просмотре в «Валвейке», но в итоге оказался в «Хераклесе». В зимнее межсезонье его вместе с Андре Ойером из «Блэкберн Роверс» хотел видеть у себя «Фейеноорд», однако он остался в Алмело. Рагнар обновил контракт до 2009 года.

### АЗ
В конце января 2009 года Рагнар перешёл на правах аренды с правом выкупа в клуб АЗ. Дебют состоялся 5 февраля 2009 года в матче с «Родой», в этой игре команда одержала победу со счётом 1:0. В этом же году завоевал золотые медали чемпионата Нидерландов.

### «Аугсбург»
2 июля 2012 года заключил двухлетний контракт с немецким клубом «Аугсбург», тем самым став первым эстонцем, который выступал в Бундеслиге.
Летом 2015 года английские клубы «Эвертон» и «Ливерпуль» интересовались Клаваном, но игрок отказался от контракта с «Эвертоном». «Моя семья и я чувствуем себя в Аугсбурге очень хорошо. Кроме того, участие в Лиге Европы — большой плюс для „Аугсбурга“. Мы теперь будем играть по два матча в неделю. Это то, о чём мечтает каждый футболист». — заявил футболист.

### «Ливерпуль»

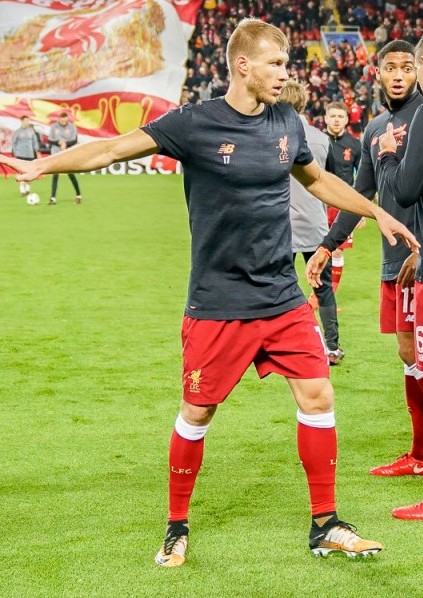
Клаван в 2017 году в форме Ливерпуля

20 июля 2016 года заключил долгосрочный контракт с «красными» на 3+1 года. Сумма трансфера составила 4.2 миллиона фунтов (почти пять миллионов евро). После заключения контракта Клаван стал самым дорогим футболистом по трансферной стоимости в истории эстонского футбола. Первую игру за новую команду Клаван провел против «Челси», в которой «Ливерпуль» проиграл со счётом 0:1. Первый гол за «Ливерпуль» Клаван забил в рамках игры третьего раунда Кубка Англии против «Дерби Каунти», встреча закончилась со счётом 3:0. Сезон команда закончила на четвёртом месте, а Клаван провел за клуб 20 игр в чемпионате и 5 игр в Кубке, где один раз забил гол. В составе английской команды Клаван стал первым игроком в истории эстонского футбола, который сыграл в групповом этапе Лиги Чемпионов. 1 января 2018 года Клаван забил решающий гол на последней минуте матча «Ливерпуль» — «Бернли», принеся победу Ливерпулю со счетом 2:1. Клаван стал первым эстонским футболистом, когда-либо забивавшим в АПЛ. 26 мая того же года стал первым эстонским футболистом, который с командой играл в финале Лиги Чемпионов. В финале Клаван на поле так и не вышел.

### «Кальяри»
17 августа 2018 года защитник подписал с «Кальяри» контракт до 2020 года, стоимость трансфера составила два миллиона фунтов. За новую команду Клаван дебютировал 26 августа в игре второго тура чемпионата Италии против «Сассуоло», встреча закончилась ничейным результатом 2:2. В конце января 2019 года перенес операцию на ахиллесовом сухожилии и выбыл из строя до четырёх месяцев.

### «Пайде»
1 июля 2021 года стало известно, что Рагнар Клаван пополнил ряды городской команды «Пайде», где будет играет под 24 номером. Контракт рассчитан на полтора года. За городскую команду первую игру в чемпионате Эстонии сыграл 31 июля. По итогам сезона 2021 года завоевал бронзовые медали чемпионата Эстонии. В январе 2023 года стало известно, что Клаван покинул клуб.

### «Калев»
Летом 2023 года подписал контракт с таллинским «Калевом», президентом которого являлся на момент заключения соглашения. Дебютировал за клуб в качестве игрока 22 июля в домашнем матче чемпионата страны против «Вапруса». Игра завершилась со счётом 1:1, Рагнар отметился результативной передачей на 48-й минуте. По итогаи сезона завоевал с командой бронзовые медали.
10 декабря 2024 года на пресс-конференции объявил о завершении карьеры игрока.

## В сборной
За сборную Эстонии дебютировал 3 июля 2003 в 18 лет, против сборной Литвы на Балтийском Кубке. Первый гол за сборную забил 31 мая 2006 года в товарищеском матче против сборной Новой Зеландии. Сотую игру за сборную провёл 27 марта 2015 года против сборной Швейцарии в квалификации к чемпионату Европы 2016. Перед матчем Клаван получил специальный знак от Эстонского футбольного союза.
В 2022 году вернулся в состав сборной Эстонии. В марте 2024 года был вызван в сборную после почти двухлетнего перерыва и потом объявил о завершении карьеры в сборной.

## Карьера менеджера

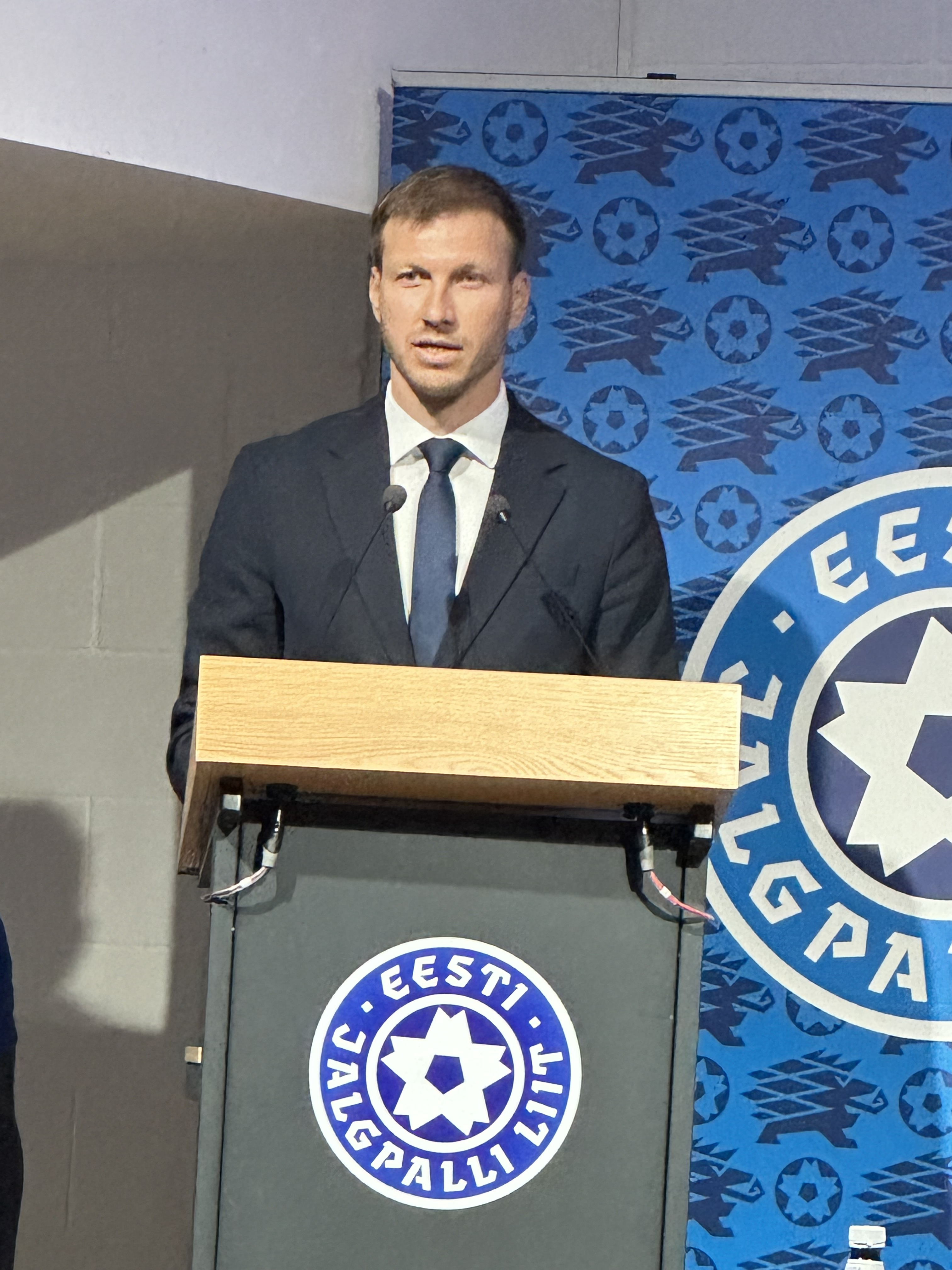
Рагнар Клаван на выборах президента ЭФС в 2025 году

С января 2017 года стал президентом таллинского футбольного клуба «Калев».
В апреле 2024 года был избран членом правления Эстонской федерации футбола. 10 января 2025 года вышел из состава правления ЭФС, чтобы баллотироваться на пост Президента федерации. 19 июня на выборах набрал 34 голоса и уступил Айвару Похлаку, который набрал 68 голосов.

## Достижения

### Клубные
«Флора»
- Чемпион Эстонии: 2003
- Обладатель Кубка Эстонии: 2003
- Обладатель Суперкубка Эстонии: 2003

«Волеренга»
- Чемпион Норвегии: 2005

«АЗ»
- Чемпион Нидерландов: 2009

«Ливерпуль»
- Финалист Лиги чемпионов УЕФА: 2017/18

«Пайде»
- Бронзовый призёр чемпионата Эстонии (2): 2021, 2022
- Обладатель Кубка Эстонии: 2021/22

«Калев» (Таллинн)
- Бронзовый призёр чемпионата Эстонии (1): 2023

### Личные
- Футболист года в Эстонии (7): 2012[56], 2014[57], 2015[58], 2016[59], 2017[60], 2018[61], 2019[62]
- Футболист года в Эстонии, второе место (2): 2006[63], 2013[64]

### Государственные награды
- Кавалер ордена Белой звезды 4 класса (Эстония, 2023 год)[65][66]
- Медаль Эстонского олимпийского комитета (2024)[67][68][69]

## Личная жизнь
Его отец Дзинтар (р. 1961) в своё время был футболистом и представлял сборную Эстонии в 90-х годах. Мать зовут Тиина. У Рагнара есть две сестры — Яне (р. 1983) и Диана (р. 1992) — игроки сборной Эстонии по флорболу.
Одно время встречался с эстонской певицей Ленной Куурмаа из группы Vanilla Ninja.
Женился 10 июня 2011 года на Лили Орел. У них два сына — Ромер (род. 8 августа 2012) и Ронан (род. 13 августа 2014). В конце сентября или начале октября 2019 года родилась дочь, которой дали имя Луна.

## Статистика выступлений

### Клубная статистика
| Клуб               | Сезон        | Чемпионат          | Чемпионат | Чемпионат | Кубок | Кубок | Кубок лиги | Кубок лиги | Еврокубки | Еврокубки | Другое | Другое | Итог | Итог |
| Клуб               | Сезон        | Дивизия            | Игры      | Голы      | Игры  | Голы  | Игры       | Голы       | Игры      | Голы      | Игры   | Голы   | Игры | Голы |
| ------------------ | ------------ | ------------------ | --------- | --------- | ----- | ----- | ---------- | ---------- | --------- | --------- | ------ | ------ | ---- | ---- |
| Элва               | 2001         | II лига            | 25        | 5         |       |       | —          | —          | —         | —         | —      | —      | 25   | 5    |
| Тулевик            | 2002         | Чемпионат Эстонии  | 18        | 0         |       |       | —          | —          | —         | —         | —      | —      | 18   | 0    |
| Тулевик            | 2003         | Чемпионат Эстонии  | 10        | 2         |       |       | —          | —          | —         | —         | —      | —      | 10   | 2    |
| Тулевик            | Итого        | Итого              | 28        | 2         |       |       | —          | —          | —         | —         | —      | —      | 28   | 2    |
| Флора              | 2003         | Чемпионат Эстонии  | 12        | 1         |       |       | —          | —          | 2         | 0         | 0      | 0      | 14   | 1    |
| Флора              | 2004         | Чемпионат Эстонии  | 16        | 1         |       |       | —          | —          | 1         | 0         | 0      | 0      | 17   | 1    |
| Флора              | Итого        | Итого              | 28        | 2         |       |       | —          | —          | 3         | 0         | 0      | 0      | 31   | 2    |
| Волеренга (аренда) | 2004         | Чемпионат Норвегии | 2         | 0         | 0     | 0     | —          | —          | —         | —         | —      | —      | 2    | 0    |
| Волеренга (аренда) | 2005         | Чемпионат Норвегии | 0         | 0         | 2     | 0     | —          | —          | 0         | 0         | —      | —      | 2    | 0    |
| Волеренга (аренда) | Итого        | Итого              | 2         | 0         | 2     | 0     | —          | —          | 0         | 0         | —      | —      | 4    | 0    |
| Хераклес           | 2005-06      | Высший дивизион    | 15        | 0         | 1     | 0     | —          | —          | —         | —         | 2      | 0      | 18   | 0    |
| Хераклес           | 2006-07      | Высший дивизион    | 32        | 1         | 1     | 0     | —          | —          | —         | —         | —      | —      | 33   | 1    |
| Хераклес           | 2007-08      | Высший дивизион    | 29        | 2         | 4     | 1     | —          | —          | —         | —         | —      | —      | 33   | 3    |
| Хераклес           | 2008-09      | Высший дивизион    | 19        | 1         | 1     | 0     | —          | —          | —         | —         | —      | —      | 20   | 1    |
| Хераклес           | Итого        | Итого              | 95        | 4         | 7     | 1     | —          | —          | —         | —         | 2      | 0      | 104  | 5    |
| АЗ (аренда)        | 2008-09      | Высший дивизион    | 12        | 0         | 1     | 0     | —          | —          | —         | —         | —      | —      | 13   | 0    |
| АЗ                 | 2009-10      | Высший дивизион    | 11        | 0         | 1     | 0     | —          | —          | 1         | 0         | 0      | 0      | 13   | 0    |
| АЗ                 | 2010-11      | Высший дивизион    | 28        | 0         | 3     | 1     | —          | —          | 8         | 1         | —      | —      | 39   | 2    |
| АЗ                 | 2011-12      | Высший дивизион    | 27        | 0         | 4     | 1     | —          | —          | 8         | 0         | —      | —      | 39   | 1    |
| АЗ                 | Итого        | Итого              | 78        | 0         | 9     | 2     | —          | —          | 17        | 1         | 0      | 0      | 104  | 3    |
| Аугсбург           | 2012-13      | Чемпионат Германии | 30        | 0         | 2     | 0     | —          | —          | —         | —         | —      | —      | 32   | 0    |
| Аугсбург           | 2013-14      | Чемпионат Германии | 30        | 2         | 3     | 0     | —          | —          | —         | —         | —      | —      | 33   | 2    |
| Аугсбург           | 2014-15      | Чемпионат Германии | 34        | 2         | 1     | 0     | —          | —          | —         | —         | —      | —      | 35   | 2    |
| Аугсбург           | 2015-16      | Чемпионат Германии | 31        | 0         | 3     | 0     | —          | —          | 6         | 0         | —      | —      | 40   | 0    |
| Аугсбург           | Итого        | Итого              | 125       | 4         | 9     | 0     | —          | —          | 6         | 0         | —      | —      | 140  | 4    |
| Ливерпуль          | 2016-17      | Премьер-лига       | 20        | 0         | 1     | 0     | 4          | 1          | —         | —         | —      | —      | 25   | 1    |
| Ливерпуль          | 2017-18      | Премьер-лига       | 19        | 1         | 0     | 0     | 1          | 0          | 8         | 0         | —      | —      | 28   | 1    |
| Ливерпуль          | Итого        | Итого              | 39        | 1         | 1     | 0     | 5          | 1          | 8         | 0         | —      | —      | 53   | 2    |
| Кальяри            | 2018–19      | Серия A            | 15        | 0         | 0     | 0     | —          | —          | —         | —         | —      | —      | 15   | 0    |
| Итог карьеры       | Итог карьеры | Итог карьеры       | 441       | 24        | 34    | 3     | 5          | 1          | 34        | 1         | 2      | 0      | 516  | 29   |

### Статистика в сборной
| Сборная         | Сезон | Матчи | Голы |
| --------------- | ----- | ----- | ---- |
| Сборная Эстонии |       |       |      |
| 2003            | 5     | 0     |      |
| 2004            | 12    | 0     |      |
| 2005            | 8     | 0     |      |
| 2006            | 6     | 1     |      |
| 2007            | 11    | 0     |      |
| 2008            | 10    | 0     |      |
| 2009            | 10    | 0     |      |
| 2010            | 4     | 0     |      |
| 2011            | 9     | 0     |      |
| 2012            | 8     | 1     |      |
| 2013            | 7     | 0     |      |
| 2014            | 9     | 1     |      |
| 2015            | 9     | 0     |      |
| 2016            | 8     | 0     |      |
| 2017            | 6     | 0     |      |
| 2018            | 3     | 0     |      |
| 2019            | 2     | 0     |      |
| 2022            | 2     | 0     |      |
| 2024            | 1     | 0     |      |
| Итого           | Итого | 130   | 3    |

| Голы Рагнара Клавана за сборную Эстонии | Голы Рагнара Клавана за сборную Эстонии | Голы Рагнара Клавана за сборную Эстонии | Голы Рагнара Клавана за сборную Эстонии | Голы Рагнара Клавана за сборную Эстонии | Голы Рагнара Клавана за сборную Эстонии |
| --------------------------------------- | --------------------------------------- | --------------------------------------- | --------------------------------------- | --------------------------------------- | --------------------------------------- |
| №                                       | Дата                                    | Соперник                                | Счёт                                    | Голы Клавана                            | Соревнование                            |
| 1                                       | 31 мая 2006                             | Новая Зеландия                          | 1:1                                     | 1                                       | Товарищеский матч                       |
| 2                                       | 29 февраля 2012                         | Сальвадор                               | 2:0                                     | 1                                       | Товарищеский матч                       |
| 3                                       | 26 мая 2014                             | Гибралтар                               | 1:1                                     | 1                                       | Товарищеский матч                       |